# James Baldwin
James Arthur Baldwin (født 2. august 1924 i Harlem, New York City, død 1. december 1987) var en amerikansk romanforfatter, dramatiker, essayist, poet og borgerrettighedsaktivist. James Baldwin regnes for at være én af USA's største forfattere efter 1945.
I 1970 emigrerede han til Frankrig og bosatte sig i den sydfranske by Saint-Paul de Vence. Baldwin blev boende i Frankrig det meste af sit voksenliv. Hans debutroman Go Tell It on the Mountain (en) udkom i 1953. Hans værker sætter ofte fokus på emner som race, samfundsklasser og homoseksualitet i vestlige samfund, især USA i midten af det 20. århundrede.
I 2018 udkom filmen If Beale Street Could Talk (en) baseret på Baldwins roman fra 1974 af samme navn.

## Opvækst og de tidlige år
James Baldwins moder, Emma Berdis Jones, havde forladt Baldwin biologiske far på grund af hans stofmisbrug. Hun havde flyttet til bydelen Harlem i New York City inden hun fødte James Baldwin. Moderen blev senere gift med baptistpræsten David Baldwin, som var faderen til hans otte yngre søskende. Baldwins opvækst var præget af familiens fattigdom og Baldwins stedfar, som han i sine essays omtaler som sin far, var strengere mod ham end de andre børn. Baldwin brugte meget tid på biblioteker, frem for at være hjemme med stedfaren. Allerede i sin ungdom fandt han sin passion for at skrive.
Underviserne på den skole han gik på, anså ham som talentfuld og i 1937, i en alder af 13 år, skrev han sin første artikel med titlen "Harlem - Then and Now" (oversat: "Harlem - før og nu") som blev udgivet i skolebladet, The Douglass Pilot.

## Død
Den 1. december 1987 dør Baldwin af mavekræft i Saint-Paul de Vence i Sydfrankrig. Han blev begravet i Hartsdale nær New York City.

### Romaner
- Go Tell It on the Mountain (halvbiografisk roman, 1953)
- Giovannis Værelse (en) (udkom på dansk i 1957.[1] Original titel: Giovanni's Room, 1956)
- Mod en anden himmel (en) (udkom på dansk i 1963. Original titel: Another Country, 1962)
- Tell Me How Long the Train's Been Gone (1968)
- If Beale Street Could Talk (1974)
- Lige over mit hoved (en) (udkom på dansk i 1981. Original titel: Just Above My Head, 1979)

### Essays
- Notes of a Native Son (en) (1955)
- Nobody Knows My Name: More Notes of a Native Son (1961)
- A Talk to Teachers (1963)
- The Fire Next Time (1963)
- No Name in the Street (1972)
- The Devil Finds Work (1976)
- The Evidence of Things Not Seen (1985)
- The Price of the Ticket (1985)
- The Cross of Redemption: Uncollected Writings (2010)

### Skuespil
- The Amen Corner (1954)
- Blues for Mister Charlie (1964)

### Poesi og digte
- Jimmy's Blues (1983)
- Jimmy's Blues and Other Poems (2014)

### Noveller
- Going to Meet the Man (novellesamling, 1965)

### Udgivelser sammen med andre
- Nothing Personal (med Richard Avedon, fotograf, 1964)
- A Rap on Race (med Margaret Mead, 1971)
- A Dialogue (med Nikki Giovanni, 1973)